# Team 60
«Команда 60» — пилотажная группа шведских ВВС. Группа в настоящее время летает на шести лёгких многоцелевых штурмовиках SK-60, поступивших на вооружение ВВС Швеции под индексом SK 60. Эскадрилья была сформирована в 1974 году в составе лётной школы на авиабазе в Ljungbyhed. Весной 1976 года группа перебазировалась на аэродром под городом Гётеборг.

## История
В начале своего существования на авиабазе Ljungbyhed за группой закрепилось неофициальное название «En sexa Skåne». Дело в том, что авиабаза Ljungbyhed расположена в шведской провинции Скания, а традиционный скандинавский алкогольный напиток аквавит очень популярен в этих краях. Шесть самолетов группы символизировали шесть сантилитров этого напитка.
Летчиками группы являются пилоты-инструкторы в Школах полётов ВВС Швеции.